# U-159
U-159 — большая океанская немецкая подводная лодка типа IX-C, времён Второй мировой войны.
Заказ на постройку лодки был отдан судостроительной компании АГ Везер в Бремене 23 декабря 1939 года. Лодка была заложена 11 ноября 1940 года под строительным номером 1009, спущена на воду 1 июля 1941 года, 4 октября 1941 года под командованием капитан-лейтенанта Гельмута Витте вошла в состав учебной 4-й флотилии. 1 мая 1942 года вошла в состав 10-й флотилии.
Лодка совершила 5 боевых походов, в которых потопила 23 судна (119 554 брт) и повредила одно судно (265 брт).
28 июля 1943 года потоплена глубинными бомбами самолёта морской авиации США P-1 (VP-32) в Карибском море к югу от Гаити. Все 53 члена экипажа погибли. До 1997 года считалось, что лодка погибла 15 июля 1943 года в Карибском море к востоку от Ямайки в районе с координатами 15°58′ с. ш. 73°44′ з. д., от глубинных бомб самолёта Морской авиации США PBM Mariner из состава эскадрильи VP-32. На самом деле у Ямайки погибла U-759.
До декабря 1997 года историки считали, что в атаке 28 июля была потоплена U-359.